# 村上新悟
村上 新悟（むらかみ しんご、1974年〈昭和49年〉12月10日 - ）は、日本の俳優。高岡事務所所属。栃木県小山市出身。

## 来歴
小山工業高等専門学校電子制御工学科卒業。
2001年、26歳の時に仲代達矢が主宰する「無名塾」に4回目の受験にして年齢制限ギリギリで合格し、入塾。無名塾公演「ウインザーの陽気な女房たち」で初舞台。
2009年からは様々な演出家と組んで外部出演している。
2007年の『風林火山』で大河ドラマに初出演。2013年の『八重の桜』から、2016年までの『真田丸』まで、4年連続で出演しており、『真田丸』での直江兼続役で注目を集める。『真田丸』の屋敷陽太郎チーフプロデューサーは、村上について、こなれた時代劇の所作と独特の低音の声を評価している。
2013年に映画『書くことの重さ 作家 佐藤泰志』で初主演。上映後も好評を博し、各地でロングラン上映された。
舞台での活躍も多く、2013年「朗読で触れる佐藤泰志の世界」朗読会で主演している。
2015年に無名塾を退塾し、2016年には無名塾在籍時より所属していた事務所（株式会社仕事）を退社。2017年1月より高岡事務所の所属となる。
趣味・特技は、ビリヤード・ギター・和太鼓。無名塾の同期は円地晶子、また三期上の滝藤賢一、一期下のLE VELVETSの佐賀龍彦とは親交が深い。

## 出演

### テレビドラマ
- 金曜エンタテイメント特別企画 星に願いを〜七畳間で生まれた410万の星〜（2005年8月26日、フジテレビ系）
- 新・人間交差点（2006年、NHK）
- 火曜ドラマゴールド 警視庁鑑識課<第9班>ミッドナイトブルー（2006年11月28日、日本テレビ系）
- 大河ドラマ（NHK）
  - 風林火山（2007年） - 春原惣左衛門 役
  - 八重の桜（2013年） - 大山格之助 役
  - 軍師官兵衛（2014年） - 大谷吉継 役
  - 花燃ゆ（2015年） - 久坂玄機 役
  - 真田丸（2016年） - 直江兼続 役
  - 西郷どん（2018年） - 山県有朋 役
- トミカヒーロー レスキューファイアー（2009年4月4日、テレビ東京系・テレビ愛知）
- 坂の上の雲 第3部（2009年、NHK） - 斎藤季治郎 役
- 二重被爆〜語り部山口彊の歩み〜（2010年8月7日、NHK）
- 新・警視庁捜査一課9係2 第9話（2010年8月25日、テレビ朝日系）
- 新選組血風録 第7話（2011年5月15日、NHK BSプレミアム） - 林信太郎 役
- 相棒（テレビ朝日系）
  - season9 第15話「もがり笛」（2011年2月16日） - 戸村隆正 役
  - season13 第10話元旦スペシャル「ストレイシープ」（2015年1月1日）
  - season18 第1話・第2話・第9話・最終話（2019年10月9日・16日・12月11日・2020年3月18日） - 桂川宗佐 役
- 水曜ミステリー9（テレビ東京系）
  - 介護ヘルパー紫雨子の事件簿1（2012年6月） - 山浦刑事 役
  - 刑事長（2013年4月10日）
- 月曜ゴールデン（TBSテレビ系）
  - 財務捜査官  雨宮瑠璃子7（2012年7月30日）
  - 浅見光彦シリーズ45 志摩半島殺人事件（2012年7月20日）
- 踊る大捜査線 THE LAST TV サラリーマン刑事と最後の難事件（2012年9月1日、フジテレビ系）[7]
- 大空港2013（2013年、WOWOW）
- 月曜名作劇場 警視庁南平班〜七人の刑事〜9（2016年7月11日、TBSテレビ系） - 広瀬健一 役
- 漱石悶々 夏目漱石最後の恋 京都祇園の二十九日間（2016年12月10日、NHK BSプレミアム） - 西川一草亭 役
- ドラマ・ミステリーズ〜カリスマ書店員が選んだ珠玉の一冊〜 「妻の女友達」（2017年4月22日、フジテレビ系）
- 世にも奇妙な物語  '17春の特別編 「夢男」（2017年4月29日、フジテレビ系） - 教授 役
- 遺留捜査 第4シリーズ 第1話（2017年7月13日、テレビ朝日系） - 安藤刑事 役
- 警視庁いきもの係 第3話（2017年7月23日、フジテレビ系） - 山本勝 役
- 日曜ワイド ドクター彦次郎3（2017年8月20日、テレビ朝日系） - 須藤敦也 役
- 風雲児たち〜蘭学革命（れぼりゅうし）篇〜（2018年1月1日、NHK総合） - 中川淳庵 役[8]
- あなたには帰る家がある（2018年5月11日、TBSテレビ系） - 奥村航一 役
- 名奉行!遠山の金四郎（2018年8月13日、TBSテレビ系） - 伊之助 役
- 満願 第2夜「夜警」（2018年8月15日、NHK総合） - 梶井学 役
- 透明なゆりかご 第6回（2018年8月24日、NHK総合） - 倉田仁志 役
- イノセンス 冤罪弁護士（2019年、日本テレビ系） - 鶴見啓介 役
- 科捜研の女（2019年、テレビ朝日系） - 尾藤奏吾 役
- 無用庵隠居修行3（2019年、BS朝日） - 松本与之助 役
- 4分間のマリーゴールド（2019年、TBSテレビ系） - 花巻光生 役
- みをつくし料理帖スペシャル 後編（2019年12月21日、NHK総合） - 上州屋 役
- 警視庁・捜査一課長2020 第13話（2020年8月13日、テレビ朝日系） - 大路白馬 役
- ワンモア 第3話（2021年4月20日、メ〜テレ） - 風間隼人 役[9]
- らせんの迷宮〜DNA科学捜査〜 第3話（2021年10月29日、テレビ東京系） - 赤島真次朗 役
- パンドラの果実〜科学犯罪捜査ファイル〜 Season1 第1話（2022年4月23日、日本テレビ系） - 神楽博 役
- 特捜9 Season5 第4話（2022年4月27日、テレビ朝日系） - 郷田次郎 役
- 警視庁強行犯係 樋口顕 Season2 第6話（2022年8月19日、テレビ東京系） - 小倉学 役
- 忍者に結婚は難しい 第3話・第9話（2023年1月19日・3月9日、フジテレビ系） - 豊松豊前 役
- 連続テレビ小説 ブギウギ（2023年10月2日 - 2024年3月29日、NHK） - 五木ひろき 役[10]
- トクメイ!警視庁特別会計係 最終話（2023年12月25日、フジテレビ系） - 東京地検特捜部の検事 役[11]
- 令和サスペンス劇場「旅人検視官　道場修作」愛知県蒲郡・西浦温泉殺人事件（2024年4月14日、BS日テレ） - 瀬川浩一郎 役[12][13]
- ダブルチート 偽りの警官 Season1 第5話（2024年5月24日、テレビ東京系・WOWOW） - 沢木 役[14]
- GO HOME〜警視庁身元不明人相談室〜 第5話（2024年8月17日、日本テレビ） - 三田知顕 役[15]

### テレビ番組
- 天才てれびくん（2006年1月9日 - 1月11日、NHK教育）
- 愛の劇場〜男と女はトメラレナイ〜「カルメン」（2009年、NHK）
- こころの遺伝子 〜あなたがいたから〜（2010年、NHK）
- 漱石が見つめた近代〜没後100年 姜尚中がゆく〜（2016年12月3日、Eテレ）
- 漱石100年・アジアへの旅〜姜尚中 中国・韓国をゆく〜（2016年12月10日、NHK BSプレミアム）
- 歴史秘話ヒストリア「戦場の花嫁　愛に生きた女城主」(2017年5月19日、NHK)
- 栃木の偉人 日立をつくった男 小平浪平 (2019年5月29日、とちぎテレビ） - ナビゲーター

### 映画
- 引き出しの中のラブレター（2009年）
- 書くことの重さ 作家 佐藤泰志（2013年） - 主演・佐藤泰志 役
- 清須会議（2013年）
- 人類資金（2014年）
- 仲代達矢・役者を生きる（2015年）
- NORIN TEN〜稲塚権次郎物語〜（2015年）
- ISHICHI（2015年）
- 未成年だけどコドモじゃない（2017年）
- 憲法を武器として 恵庭事件 知られざる50年目の真実（2018年1月10日公開、監督：稲塚秀孝、タキオン・ジャパン） - 野崎美晴 役[16]
- ニワトリ★スター（2018年3月17日） - 桐谷 役

- シン・ウルトラマン（2022年）[17]

### 舞台
無名塾公演
- ウインザーの陽気な女房たち（2001年）
- セールスマンの死（2002年）
- 森は生きている（2003年）
- いのちぼうにふろう物語（2004年）
- マクベス（2009年）
- 無明長夜（2012年、吉祥寺シアター） 演出：鐘下辰男

外部出演
- サンダーバードでぶっとばせ（ブラボーカンパニー）
- 宇宙の仕事（ブラボーカンパニー　2007年8月）
- Dramatic Narration 第2回「エッフェル塔の潜水夫」（2008年7月19日・20日）
- ストーン夫人のローマの春（2009年3月1日 - 22日、PARCO劇場）
- カンガルー
- ルベンスタイン・キス（2010年3月26日 - 29日、銀座みゆき館劇場） 演出：鵜山仁
- 雪のひとひら（2012年1月22日）
- 朗読で触れる佐藤泰志の世界」朗読会（2013年9月9日） - 主演

### ラジオ
- ラジオボンバー「胸キュントークバトル」（2007年10月13日　調布FM）
- 青春アドベンチャー「獅子の城塞」（全10回）（2014年1月20日〜、NHKFM）
- にいがたゆうどきラジオ（2016年6月24日、NHK第1）
- ミセスダイナマイト（2016年7月18日、FM雪国）
- アフタヌーン・パラダイス（2016年7月29日）
- 青春アドベンチャー「白狐魔記　元禄の雪」（全10回）（2016年12月5日〜、NHKFM） - 大高源吾 役
- FMみょうこう開局1周年記念イベント＆サイン会（2016年12月10日、公開録音FMみょうこう）
- 眠れない貴方へ（NHK）
- えむスタ（電話出演）（2017年3月3日）

### トーク・バラエティー番組
- スタジオパークからこんにちは（2016年9月5日）
- Qさま（2017年3月）

### 動画
- 「直江状朗読」（一部抜粋）（NHK真田丸公式動画、2016年6月公開）
- 「七夕特別企画・織女惜別（しょくじょせきべつ）」朗読（2016年7月7日公開）
- 「018 human | 役者 村上 新悟」インタビュー 宇都宮スタイル（2016年8月21日公開）
- 「直江状朗読完全版」（原文版、現代語訳版）（NHK真田丸公式動画、2016年11月公開）

### イベント・その他
- 映画『書くことの重さ・佐藤泰志』舞台挨拶（2013年）
- NORIN TEN〜稲塚権次郎物語 舞台挨拶（2016年5月25日・26日）
- NHK大河ドラマ「真田丸」特別展6万人突破セレモニー（2016年5月27日、墨田区・江戸東京博物館）
- 大河ドラマ「真田丸」プレミアムトークショー（2016年5月28日、NHK新潟放送局主催）
- NORIN TEN〜稲塚権次郎物語 舞台挨拶・交流会＆サイン会（2016年6月25日・26日）
- 「兼続公まつり」村上新悟トークショー（2016年7月17日、南魚沼市坂戸　銭淵公園内野外特設ステージ）
- NHK大河ドラマ「真田丸」真田兄弟トークショー（2016年9月22日、秋田県民会館）
- NHK大河ドラマ「真田丸」スペシャルトークショーin駿河台大学（2016年10月29日）
- NHK大河ドラマ「真田丸」とちラブトークショー（2016年11月23日、栃木市岩舟文化会館）
- FMみょうこう開局1周年記念イベント（ラジオ収録＆サイン会）（2016年12月10日、妙高市）
- NHK大河ドラマ「真田丸」トーク！トーク！トーク！毎日ライブ in 信州上田（2016年12月17日、上田映劇）
- 松崎謙二トーク＆ライブ　ゲスト出演（2017年1月29日）
- 第15回さくらゆきファンの集い - 特別ゲスト[18]～さくらゆきディナーショーin愛知・岡崎～（2023年11月14日）